# Moikom Zeqo
Moikom Zeqo (ur. 3 czerwca 1949 w Durrësie, zm. 15 czerwca 2020 w Tiranie) – albański poeta, dziennikarz i archeolog.

## Życiorys
Studia na Wydziale Historyczno-Filologicznym Uniwersytetu Tirańskiego ukończył w 1971 roku. Kolejny etap jego edukacji obejmował historię i archeologię – studia podyplomowe z zakresu archeologii odbył w Rzymie i Atenach. Po studiach pracował w Muzeum Archeologicznym w Durrësie, a także w Zakładzie Sztuki Starożytnej i Średniowiecznej Albańskiej Akademii Nauk. W latach 1971–1974 pracował jako redaktor literacki w piśmie Drita.
Zeqo napisał szereg monografii i artykułów poświęconych historii i kulturze Albanii, jest także znanym w Albanii poetą, który publikuje swoje utwory od lat siedemdziesiątych. Jego wiersze tłumaczono na 11 języków.
Członek Albańskiej Partii Pracy, w 1991 należał do organizatorów X Kongresu partii (zarazem ostatniego w jej dziejach). Od 1991 członek Socjalistycznej Partii Albanii. W wyborach 1992 uzyskał mandat deputowanego do parlamentu.
W 1991 przez miesiąc pełnił funkcję ministra kultury, młodzieży i sportu w rządzie, kierowanym przez Fatosa Nano. W latach 1997–2005 pełnił funkcję dyrektora Narodowego Muzeum Historycznego w Tiranie.
Był odznaczony Orderem Skanderbega.

## Twórczość

### Poezja
- Brenda vetes (Wewnątrz siebie), Tirana 1974.
- Libër i hapur (Otwarta księga) Tirana 1986
- Njëqind zemra (Sto serc) Tirana 1989
- Meduza, Elbasan 1995
- Zodiak, Tirana 2000
- Anima mundi : sagë palimpsestesh, Tirana 2010

### Krytyka literacka
- Paradokset e demokracisë, Tirana 1994
- Onufri, Tirana 1998.

### Opowiadania dla dzieci
- Princi i vjeshtës : përralla, tregime dhe skica, Tirana 1996
- Tre libra në një : vetem per femije 100 vjeç dhe pleq 10 vjeç, Tirana 2002.

### Biografie
- Rexhep Qosja dhe çështja kombëtare shqiptare, Tirana 1995.

## Tłumaczenia polskie
- Morze Martwe, Gjergj Elez Alia, [w:] Tylko Itaka pozostanie. Antologia poezji albańskiej w XX wieku, przeł. M.Saneja, Warszawa 1993.